# Andrew DePaola
Andrew DePaola Jr. (Contea di Baltimora, 28 luglio 1987) è un giocatore di football americano statunitense che milita nel ruolo di long snapper per i Minnesota Vikings della National Football League (NFL).

## Carriera
Al college DePaola giocò a football a Rutgers. Dopo non essere stato scelto nel Draft NFL 2012 firmò con i Tampa Bay Buccaneers, con cui giocò fino al 2016. Nel 2017 fece parte dei Chicago Bears e nel 2018 degli Oakland Raiders. Nel 2019 passò la pre-stagione con i Carolina Panthers ma fu svincolato prima dell'inizio della stagione, rimanendo fuori dai campi di gioco per tutto l'anno.
Il 21 novembre 2020 DePaola firmò con i Minnesota Vikings. Alla fine della stagione 2022 fu convocato per il suo primo Pro Bowl e inserito nel First-team All-Pro.

## Palmarès
- Convocazioni al Pro Bowl: 3

2022, 2023, 2024
- First-team All-Pro: 2

2022, 2024
- Second-team All-Pro: 1

2023